# Rokus Hofstede

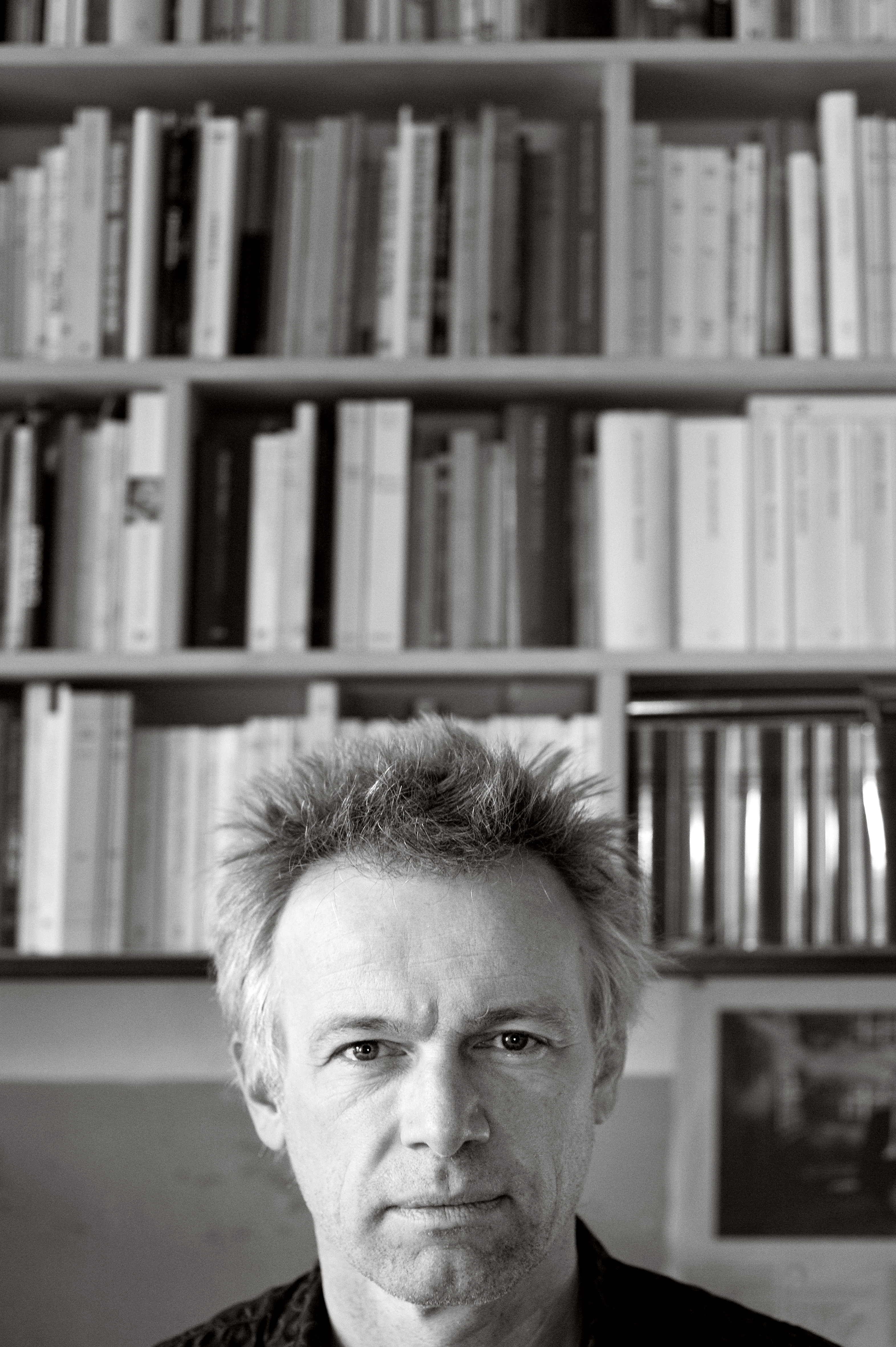
Rokus Hofstede

Rokus Hofstede (Hengelo, 1959) is een Nederlands essayist en literair vertaler uit het Frans in het Nederlands. 

## Biografie
Hofstede studeerde culturele antropologie en filosofie in Groningen en Utrecht (1978-1987). Hij was van 2001 tot 2007 recensent Franse literatuur voor de Volkskrant. Samen met Martin de Haan en Jan Pieter van de Sterre vormde hij onder het gemeenschappelijk pseudoniem 'Marjan Hof' de redactie van de reeks Perlouses van uitgeverij Voetnoot.
Met Martin de Haan schreef Hofstede in 2008 het vertaalpleidooi Overigens schitterend vertaald, in opdracht van de Nederlandse Taalunie, het Nederlands Letterenfonds, het Vlaams Fonds voor de Letteren en het Expertisecentrum Literair Vertalen. 
Voor zijn vertaaloeuvre, en in het bijzonder voor de bundel verspreide teksten Ik ben geboren van Georges Perec, kreeg Hofstede in 2005 de Dr. Elly Jaffé Prijs. In december 2020 werd hem de Martinus Nijhoff Vertaalprijs 2021 toegekend. In 2021 werd zijn vertaling van Annie Ernaux' De jaren genomineerd voor de Europese Literatuurprijs. In 2024 ontving hij de Filter-vertaalprijs voor zijn vertaling van Schoonheid op aarde (La Beauté sur la terre) van Charles-Ferdinand Ramuz.

### Vertalingen
- Louis Aragon: De boer van Parijs (Fr. Le Paysan de Paris)
- Alain Badiou: De ethiek. Essay over het besef van het kwaad (Fr. L'Éthique. Essai sur la conscience du mal)
- Roland Barthes: Het werkelijkheidseffect (Fr. Essais critiques I-IV, selectie)
- Charles Baudelaire: Mijn hart blootgelegd (Fr. Fusées / Mon coeur mis à nu / La Belgique déshabillée)
- Pierre Bergounioux: B-17 G (Fr. B-17 G)
- Philippe Blasband: As (Fr. De cendres et de fumées)
- Pierre Bourdieu: De regels van de kunst (Fr. Les Règles de l'art), Over televisie (Fr. Sur la télévision)
- Louis-Ferdinand Céline: Oorlog (Fr. Guerre)
- Julio Cortázar: De toespraken van de bekkenknijper - het complete Franstalige werk (Fr. Les Discours du pince-gueule, On déplore la, Comme quoi on est très handicapés par les jaguars), met Martin de Haan
- Emil Cioran: Gevierendeeld (Fr. Écartèlement)
- Guy Debord: De spektakelmaatschappij & Commentaar op de spektakelmaatschappij (Fr. La Société du spectacle & Commentaires sur la société du spectacle)
- Vivant Denon: Eenmaal, immermeer (Fr. Point de lendemain), met Martin de Haan
- Marguerite Duras: Nachtschip Night (Fr. Le navire Night)
- Annie Ernaux: De schaamte (Fr. La Honte), Meisjesherinneringen (Fr. Mémoire de fille), De jaren (Fr. Les Années), De jongeman (Le jeune homme)
- Régis Jauffret: Gekkenhuizen! (Fr. Asiles de fous), Wereld, wereld! (Fr. Univers, univers), met Martin de Haan
- Michel Houellebecq en Bernard-Henri Lévy: Publieke vijanden (Fr. Ennemis publics), met Martin de Haan
- Joris-Karl Huysmans: Aan de vrouw (Fr. En ménage), met Martin de Haan
- Simon Johannin: De zomer van het aas (Fr. L'Été des charognes)
- Caroline Lamarche: De dag van de hond (Fr. Le jour du chien)
- Bruno Latour: De Berlijnse sleutel - en andere lessen van een liefhebber van wetenschap en techniek (Fr. La Clef de Berlin), met Henne van der Kooy; Oog in oog met Gaia. Acht lezingen over het Nieuwe Klimaatregime (Fr. Face à Gaïa. Huit conférences sur le Nouvau Régime Climatique), met Katrien Vandenberghe; Waar kunnen we landen? Politieke oriëntatie in het Nieuwe Klimaatregime (Fr. Où atterrir? Comment s'orienter en politique); Waar ben ik? Lockdownlessen voor aardbewoners (Où suis-je? Leçons du confinement à l'usage des terrestres)
- Michel Leiris: «Kijk! Daar, de engel...» (Fr. «Vois! Déjà l'ange...», hoofdstuk 3 uit La Règle du jeu), deel 2, Fourbis
- Henri Michaux: Hoekpijlers (Fr. Poteaux d'angle)
- Pierre Michon: Meesters en knechten (Fr. Maîtres et serviteurs; Vie de Joseph Roulin), Rimbaud de zoon (Fr. Rimbaud le fils), De hengelaars van Castelnau (Fr. La grande Beune), Roemloze levens (Fr. Vies minuscules), De koning van het woud (Fr. Le roi du bois), Vuur van Brigid en andere wintermythen (Fr. Mythologies d'hiver; Abbés), De Elf (Fr. Les Onze), Koningslichamen (Fr. Corps du roi), Het stroomdal van de Beune (Fr. Les deux Beune)
- Clément Pansaers: Apologie van de luiheid (Fr. L'Apologie de la paresse), Pan Pan voor de Poeper van de Neger Naakt & Bar Nicanor (Fr. Pan Pan au Cul du Nu Nègre & Bar Nicanor)
- Georges Perec: Een man die slaapt (Fr. Un homme qui dort), Ruimten rondom (Fr. Espèces d'espaces), Ik ben geboren (Fr. Je suis né, et al.), Tips en wenken voor wie zijn afdelingschef om opslag wil vragen (Fr. L'art et la manière d'aborder son chef de service pour lui demander une augmentation)
- Marcel Proust: Het vervloekte ras (Fr. Sodome et Gomorrhe 1), Tegen Sainte-Beuve - relaas van een ochtend (Fr. Contre Sainte-Beuve), beide met Martin de Haan en Jan-Pieter van der Sterre, Swanns kant op (Fr. Du côté de chez Swann), met Martin de Haan
- C.F. Ramuz: De grote angst in de bergen (Fr. La Grande Peur dans la montagne), Schoonheid op aarde, Fr. La Beauté sur la terre)
- Henri Roorda: Mijn zelfmoord (Fr. Mon Suicide), Het vrolijke pessimisme (Fr. Le Pessimisme joyeux)
- Georges Simenon: De blauwe kamer (Fr. La Chambre bleue), De burgemeester van Veurne (Fr. Le Bourgmestre de Furnes), Maigret en het dode meisje (Fr. Maigret et la jeune morte), Manesteek (Fr. Le Coup de lune)
- Paul Veyne: Palmyra. De onvervangbare schat (Fr. Palmyre. L'irremplaçable trésor)
- Émile Zola: Hoe men sterft (Fr. Comment on meurt), met Martin de Haan

### Essays
- Heimwee naar de hel: het beteugelde geweld van Cioran (1996, over stijl als dwangbuis van de geschiedenis)
- De roman vernieuwen, vernietigen met zijn eigen middelen (1998, over Louis Aragon en De boer van Parijs)
- 'Het masker was volmaakt': over de bekkentrekkerij van de vertaler (2000, over het vertalen van Pierre Michon)
- 'De schrijver is hooguit een opwekker van ambiguïteit': Roland Barthes (2004)
- De pen van de engel (2007, over Roemloze levens van Pierre Michon)
- Van essay tot megaroman (2009, met Martin de Haan, over Contre Sainte-Beuve van Marcel Proust)